# 判例
判例（はんれい、英語: judicial precedents）は、裁判において具体的事件における裁判所が示した法律的判断。日本法においては特に最高裁判所が示した判断をいう。これに対し、下級審の判断は実務上「裁判例」と呼ばれ区別される。英米法においては裁判所の判断のうち「レイシオ・デシデンダイ」（ラテン語: ratio decidendi）として法的拘束力を有するものをいう。

## 判例の意義

### 概論
判例は、「先例」としての重み付けがなされ、それ以後の判決に拘束力を持ち、影響を及ぼす。その根拠としては、「法の公平性維持」が挙げられる。つまり、「同類・同系統の訴訟・事件に対して、裁判官によって判決が異なることは不公平である」という考え方である。なお、同類、同系統の事例に対して同様の判決が繰り返されて積み重なっていくと、その後の裁判に対する拘束力が一層強まり、不文法の一種である「判例法」を形成することになる。

### 英米法
英米法の国では、判例が第一次的な法源とされている。ただし、制定法も第二次的な法源である。
判例は、法的拘束力 (doctrine of stare decisis)を有するとされ、成文法が全く、あるいはほとんどないにもかかわらず、判例のみで一つの法分野を形成することもある。法的拘束力について、英国では1898年に貴族院で厳格な先例拘束性が確立され（London Tramways Co., Ltd. v. London County Council [1898] A.C.375事件による）、1966年に決別が表明されるまで先例拘束性の原理がとられていたのに対し、アメリカ合衆国においては厳格な先例拘束性の原理が成立しておらず、比較的緩やかに判例変更が認められている。

### 大陸法
大陸法の国では、判例は英米法の国ほどの法的拘束力がなく、法源の一つでなく、制定法や慣習法のみが法源であると解するのが、伝統的な理解である。しかし、法解釈について最終判断を委ねられる最上級の裁判所の判例は、下級裁判所にとって拘束力を有するだけでなく、あらゆる法律実務に対して事実上の拘束力を有する。したがって、大陸法の国においても、広い意味での判例法は存在すると言える。

### 日本における判例

#### 日本における判例の射程
日本における判例は、その射程の広狭により、以下のように法理判例・場合判例および事例判例の3種類に分類される。各判例がどの類型に属するかは、最高裁の公式判例集の判示事項や判例要旨の記載ぶりからある程度判断可能である。
- 法理判例とは、一般的な法理を判示するものである。

- 事例判例とは、当該事案の個別具体的な事情においてのみ適用される法理を判示するものである。ただし、どの程度の事案の類似性があれば同様の法理が適用されるかは必ずしも明らかにならない。なお、事例判例の判示内容に一般論が含まれていたとしても、それが当該事案の解決に資するものでないのであれば傍論と評価される。

- 場合判例とは、事例判例よりも抽象化された一定の「場合」において一般的に適用される法理を判示するものであり、法理判例と事例判例の中間に位置するものである。

#### 日本における判例の法源性
日本における判例の法源性については学説が分かれている。
裁判所法第10条第3号は「憲法その他の法令の解釈適用について、意見が前に最高裁判所のした裁判に反するとき」は大法廷で判断することが必要であると定める。すなわち、現行制度は最高裁判所の判例につきその変更は慎重な手続を設けて、容易に変更ができないようにしているのである。また、最高裁判例に反する下級審の裁判があったときには法令解釈の違背があるとして取り消すことができる。法令の安定的な解釈と事件を通しての事後的な法令解釈の統一を図るためであり、最高裁判所の判例には後の裁判所の判断に対し事実上の法源性があるものと解釈されている。
同一事件について上級裁判所が下した判断は、当該事件限りにおいて下級裁判所を拘束する（裁判所法第4条）。これは、日本法上判例または裁判例が有する法的拘束力の一例であるが、審級制が採用されている以上当然の帰結であるとされる。
ある判決が最高裁判所の判例や大日本帝国憲法下の大審院・高等裁判所の判例に反する場合、刑事訴訟で上告理由となり（刑事訴訟法第405条2号3号）、民事訴訟で上告受理申立理由となり（民事訴訟法第318条1項）、また許可抗告事由（民訴法第337条2項）となる。
上級裁判所は、法令解釈に誤りがある場合は原裁判を破棄することができる（刑訴法第397条第1項・第2項、刑訴法第400条。民訴法第325条第1項、民訴法第337条第5項）。

#### 日本における公式判例集
一般に公式判例集に登載する裁判の選択は、最高裁判所に置かれている判例委員会でなされる（判例委員会規程第1条、同第2条）。7人以下の裁判官が委員となり、調査官および事務総局の職員が幹事となり、原則として月1回開かれている。そこで、判例集に登載されることが決定された判例については、幹事の起案した判示事項、判例要旨、参照条文なども審議決定される。判例委員会は、何かが判例であるかを公的に決定するものではないが、この判例委員会の決定は重要な手がかりになると見なされている。また判例集の記述がなんらかの確定的事実を述べたものではないことには注意すべきだとされる。
大陸法系の訴訟手続をとる日本では、判例に法律や政令と同じような価値はない。国会の定める法律（あるいはより下位の存在である条例）が法源として採用されることが原則である。一方で、法的安定性や法の下の平等といった要請から、判例に制定法や慣習法とは異なる二次的なものとしての法源性を認めるべきであるという有力説もある。

## 判例の一覧
判例集、判例の一覧
- English Reports（英語版） - 英国の judgments of the higher English courts における1220 - 1866年の判例をまとめた判例集。
- Law report（英語版） - 1865年以降のイギリスの判例集で法廷で使われ、最も信頼度の高い判例集[10]。
- Recueil Sirey(1791-1964) 、Recueil Dalloz（1845‐1964）‐ フランス[10]。
- Entscheidungen des Bundesverfassungsgerichts（ドイツ語版） - ドイツ。
- 中国裁判文書網（中国語版） ‐ 中国の判例データベース。2013年から運用しているが、2024年2月27日に市民でも利用可能な人民法院案例库が発表された[11]。
- 国際司法裁判所の判例一覧（英語版）

### カテゴリによる一覧
- Category:判例
  - Category:アメリカ合衆国の判例
  - en:Category:English case law - イギリスの判例
  - Category:言論・表現の自由に関する裁判
  - Category:国際裁判所の判例
  - Category:国際司法裁判所の判例
  - Category:日本の判例